# 波利茨鎮區 (明尼蘇達州羅索縣)
波利茨鎮區（英語：Pohlitz Township）是位於美國明尼蘇達州羅索縣的一個行政鎮區。

## 地方資料
波利茨鎮區的面積為117.12平方千米，當中陸地面積為111.71平方千米，而水域面積為5.41平方千米。根據2020年美國人口普查的數據，當地共有人口37人，而人口密度為每平方千米0.32人。